# Henrik Thorup
Henrik Thorup (født 28. maj 1946 i Gentofte) er en dansk politiker, der er tidligere formand for statsrevisorerne og medlem af regionsrådet i Region Hovedstaden, valgt for Dansk Folkeparti. 
Thorup er uddannet assurandør fra Forsikringshøjskolen i 1980 og har desuden gennemført merkonom- og salgskurser. Han har skrevet bogen sov uden at synge.
I 1963 blev han elev ved Baltica. Han blev assistent der, men skiftede branche og var 1969-1977 distributionschef ved Cafca Kaffe-Import. Han vendte tilbage til Baltica som assurandør i 1977 og blev i 1981 tilknyttet selskabets markedsføringsafdeling. 1988-1993 var han regionsleder i AI-Forsikring (senere GF Forsikring) og fra 1993 til 1996 salgschef i Post Danmark. Fra 1996 til 2003 drev han konsulentvirksomheden DanWrite.
Sin politiske karriere begyndte han som formand for Dansk Folkeparti i Gentofte- og Hellerupkredsene i 1996. I 2002 blev han indvalgt i Københavns Amtsråd, hvor han blev viceamtsborgmester. Siden 2006 har han været medlem af regionsrådet i Region Hovedstaden, hvor han er 1. næstformand og medlem af forretningsudvalget. Han har været statsrevisor siden 1998 og var næstformand for statsrevisorerne fra 2006 indtil 2018, hvor han blev formand for statsrevisorerne. Han er desuden bestyrelsesmedlem i PenSam Danske Regioner og i PKA, samt medlem af Landstandlægenævnet og Skatteankenævnet.
Henrik Thorup har siden 1967 været gift med Folketingets og Dansk Folkepartis tidligere formand Pia Kjærsgaard.
Henrik Thorup er ridder af Dannebrog